# Rossella Aprea
Rossella Aprea (Ischia, 8 aprile 1984) è una costumista italiana.

## Biografia
Diplomatasi all'Accademia di costume e di moda nel 2008, muove i primi passi come assistente costumista di Ortensia De Francesco nella tournée teatrale dello spettacolo Trilogia della villeggiatura con la regia di Tony Servillo. Attiva anche in campo cinematografico e televisivo, ha curato i costumi della terza e quarta stagione di Mare fuori.

## Filmografia

### Cinema
- Il vuoto, regia di Raffaele Verzillo (2015)
- Vieni a vivere a Napoli (2016)
- Troppo napoletano, regia di Gianluca Ansanelli (2016)
- Veleno, regia di Diego Olivares (2017)
- La fuitina sbagliata, regia di Mimmo Esposito (2018)
- Prima che la notte, regia di Daniele Vicari (2018)
- San Valentino Stories, regia di Antonio Guerriero (2018)
- Un giorno all'improvviso, regia di Ciro D'Emilio (2018)
- Rosa Pietra Stella, regia di Marcello Sannino (2020)
- Falla girare, regia di Giampaolo Morelli (2022)
- Falla Girare 2 - Offline, regia di Giampaolo Morelli (2024)
- Criature, regia di Cécile Allegra (2024)
- Nero, regia di Giovanni Esposito (2024)

### Televisione
- Violetta, telenovela argentina, assistente ai costumi (2014)
- Il giorno del giudizio, documentario (2018)
- Maradona: sogno benedetto, serie televisiva argentina, supervisor costumi Italia (2021)
- Mina Settembre, serie televisiva, assistente ai costumi (2021)
- Gomorra - serie TV, 8 episodi (2021)
- Mare fuori - serie TV, 26 episodi (2023-2024)